# Isola di Tobias
L'isola di Tobias (groenlandese: Tuppiap Qeqertaa; danese: Tobias Ø) è una piccola isola disabitata nel mare di Groenlandia.

## Geografia
L'isola è lunga due chilometri e larga un chilometro e mezzo. Si trova a circa 70 km a est della Groenlandia, al largo della costa della Terra di Lambert. L'isola, piatta e costituita da sabbia e massi, è quasi completamente coperta da una cappa di ghiaccio alta fino a 35 metri.

## Storia
Il nome dell'isola ricorda il cacciatore e musher groenlandese Tobias Gabrielsen (1878-1945), che prese parte ad un viaggio in slitta  con l'esploratore polare danese Johan Peter Koch e con il pittore Aage Bertelsen sulla costa nord-orientale della Groenlandia (Terra di Peary) durante la spedizione della Danmark. Secondo quanto affermarono, il 2 maggio 1907, giunti a Capo Nord-est, scorsero un'isola, in direzione nord-est, che non poterono raggiungere a causa delle difficili condizioni del ghiaccio marino. Successivamente, sono stati segnalati altri avvistamenti occasionali di quella che divenne nota come Terra della Fata Morgana, tra la Groenlandia e le Svalbard. Durante un volo di ricognizione sul mare della Groenlandia nel 1938, tuttavia, Lauge Koch non riuscì a trovare l'isola.
Nel maggio del 1993, Gereon Budéus dell'Istituto Alfred Wegener di Bremerhaven raggiunse l'isola in elicottero partendo dalla nave di ricerca Polarstern, e prelevò una carota di ghiaccio di tre metri di lunghezza. Quando la scoperta di Budéus divenne nota alle autorità danesi, nel 1998, esse cercarono inizialmente senza successo di raggiungere l'isola dalla Groenlandia in elicottero. Solo il 28 luglio 1999, il glaciologo danese Ole B. Olesen riuscì ad atterrarvi con l'elicottero della Polarstern. Nel 2001 la Danimarca prese possesso dell'isola dopo essere riuscita a volare dalla Stazione Nord con un Twin Otter.
Nel 2004, quando ebbero inizio i negoziati tra la Danimarca / Groenlandia e la Norvegia per stabilire il confine marittimo tra la Groenlandia e le Svalbard, l'isola di Tobias rappresentò l'unica difficoltà. L'accordo raggiunto nel 2006 stabilisce il confine delle zone economiche esclusive sulla linea mediana del mare della Groenlandia, tenendo conto dell'isola di Tobias.

## Flora
Il rigido clima polare consente a malapena la crescita delle piante. Nel 2003 sono state scoperte tre specie di muschio, le uniche piante terrestri qui presenti: il muschio dal gambo viola (Ceratodon purpureus), l'Encalypta spatulata e una specie del genere Bryum.